# Melica geyeri
Melica geyeri är en gräsart som beskrevs av William Munro och Henry Nicholas Bolander. Melica geyeri ingår i släktet slokar, och familjen gräs. Inga underarter finns listade i Catalogue of Life.

## Bildgalleri

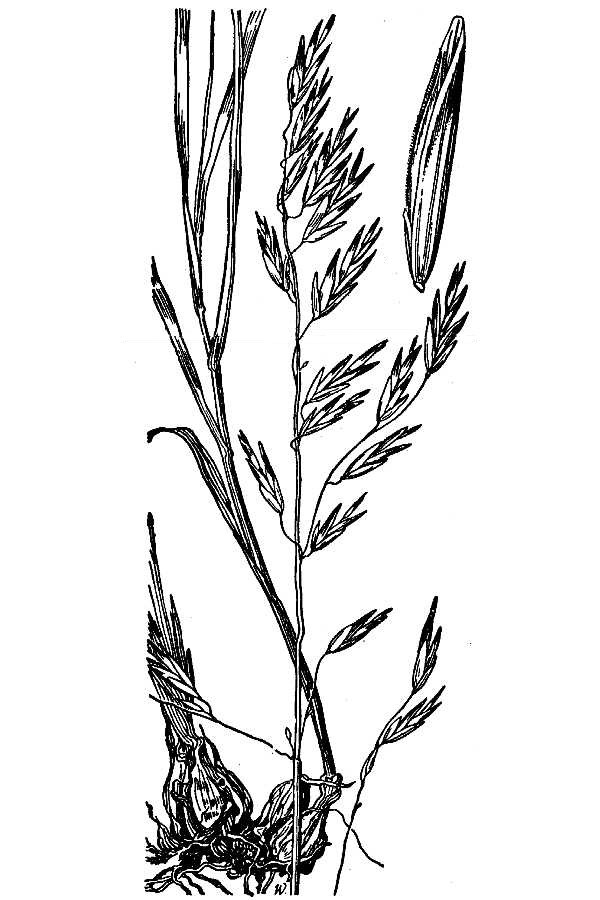